# Sool
Denna artikel handlar om regionen Sool i Khatumo, för orten i Schweiz se Sool, Glarus, för den svenska musikgruppen se Soundtrack of our lives.

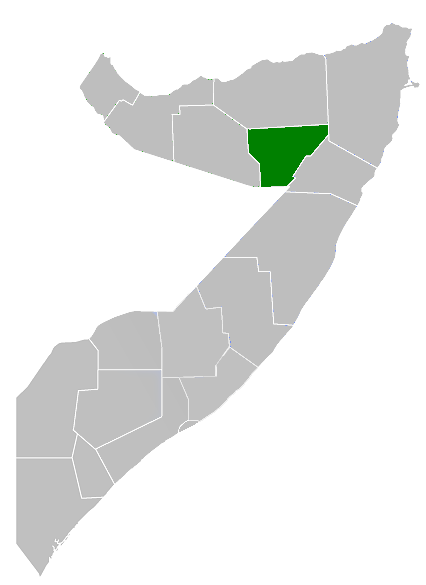
Somalia med regionen Sool i grönt.

Sool (somaliska: Sool, arabiska: صول) är en region (gobolka) i Somalia. Regionen har en yta på 25 036 km² och 115 000 invånare (uppskattning 2007). Huvudort är Las Anod (Laascaanood). Både Somalia, Somaliland och utbrytarstaten Puntland gör anspråk på regionen, som dock kontrolleras av SSC-Khatumo.
Konflikten mellan Somaliland och Puntland utbröt 1998 när Puntland deklarerade att området tillhörde dem.  Puntlands deklaration skedde efter att Somaliland hade hävdat sin överhöghet över regionen efter inledningen av inbördeskriget i Somalia 1991. I december 2003 tog Puntland kontroll över hela Soolreionen, vilket varade till 2007. I september 2007 utbröt nya strider mellan Puntland och Somaliland, vilket resulterade i att området tillföll Somaliland. Stridigheterna har därefter då och då blossat upp mellan Puntland och Somaliland. En ny faktor uppstod 2012 då ledare för klanen Dhulbahante utropade den självstyrande, nya regionen Khatumo (regionerna Sool, Sanaag och Cayn) och att regionen tillhörde Somalia. Khatumo återförenades med Somaliland 2017.